# Рекурсивна гра
Гра рекурсивна — різновид динамічної гри. В рекурсивній грі, вибір стратегій гравцями на кожному кроці визначає розподіл ймовірностей під-ігор, які розігруються на наступному кроці, або закінчення партії. Виграші учасників залежать лише від останньої розіграної під-гри. Оскільки ймовірність того, що партія ніколи не закінчиться відмінна від нуля, мають бути визначені виграші гравців у випадку нескінченної партії.
Скінченні антагоністичні рекурсивні ігри вперше розглянув американський математик Еверетт Х. (1954), робота якого тісно пов'язана з роботою американського математика Шеплі Л. про стохастичні ігри.
Аналіз будь-якої стохастичної гри може бути зведено до аналізу деякої рекурсивної гри. Але, через можливість нескінченних партій, дослідження рекурсивних ігор, в загальному випадку складніше, ніж дослідження стохастичних ігор.
Але, як показав Еверетт, будь-яка така гра має значення і обидва гравці мають ε-оптимальні стратегії. Він же вказав метод знаходження значення гри.